# 龍が如く〜Beyond the Game〜
『龍が如く〜Beyond the Game〜』（りゅうがごとく ビヨンド・ザ・ゲーム）は、Amazon MGMスタジオによって制作されたテレビドラマである。セガより発売されている龍が如くシリーズである『龍が如く』及び『龍が如く 極』のドラマ版リメイク作品である。
ヤクザの桐生一馬（竹内涼真）が、親友の錦山彰（賀来賢人）と組員一家を巻き込んだ巨大な陰謀に巻き込まれていく。
このドラマ版は当初、映画として発表されたが、テレビシリーズに移行した。Amazon Prime Videoで初公開され、シーズン1の最初の3エピソードは2024年10月25日に、残りの3エピソードは2024年11月1日に公開。

## キャスト
- 桐生一馬：竹内涼真[5][6]（幼少期：中野心綺[7]）
- 錦山彰：賀来賢人[5][6]（幼少期：三浦綺羅[8]）
- 澤村由美：河合優実[5][6]（10歳時：田口智晶[9]、幼少期：永尾柚乃）
- 伊達真：渋谷すばる[6][5]
- 真島吾朗：青木崇高[6][5]
- 錦山ミホ：中山ひなの[5][6]（幼少期：吉田萌果[10]）
- サイの花屋/荒木：前野朋哉[5][6]
- 鶴田浩二：宇野祥平[5][6]
- 澤村アイコ：森田望智[5][6]（幼少期：野澤心寧[11]）
- 麗奈：高岡早紀[5][6]
- 佐々木大吾：佐藤浩市[5][6]
- 堂島宗兵：加藤雅也[5][6]
- 郷田仁：宇崎竜童[5][6]
- 風間新太郎：唐沢寿明[5][6]
- 澤村遥：高松咲空[12]
- 菅（すが）：國本鍾建[13]
- 渋澤啓司：ドンペイ[14]
- 阿波野大樹：オラキオ[15]
- 嶋野太：阿部亮平[16]
- 冴島大河：後藤剛範[17]
- 真田幸一：真柴幸平

- アリス・ビール：ニッキ
- エドガー・ビール：ブレイク・クロフォード
- 大石克己/インディー：波岡一喜[18]
- 小泉：高田純次
- ヤス：松浦慎一郎[19]
- 島田（ホテル金田）：坂田聡
- 柏木（刑事）：川面千晶[20]
- スズキ：小柳心[21]
- 歌彫：麿赤児
- 益山：三浦誠己[22]
- 林：武田幸三
- マニー：カトウシンスケ[23]
- 小山田：松本亮[24]
- 芳乃：山野海
- 王偉（ワン・ウェイ）：テイ龍進[25]

## スタッフ
- 原作 - セガ「龍が如く」シリーズ[5][6]
- シリーズ監督 - 武正晴[6]（第1話 - 第3話・第6話）、滝本憲吾[6]（第4話・第5話）
- エグゼクティブプロデューサー - エリック・バーマック（Erik Barmack）[6]、ロベルト・グランデ（Roberto Grande）[6]、ジョシュア・ロング（Joshua Long）[6]、内海州史、横山昌義、ショーン・クラウチ
- 脚本 / ストーリー - ショーン・クラウチ（Sean Crouch）[6]＆ 中村勇吾[6]
- 日本語脚本 / 脚本 - 𠮷田康弘[6]（第1話 - 第3話・第5話・第6話）、山田佳奈[6]（第1話 - 第4話）
- 音楽 - 富貴晴美
- コンサルティング・プロデューサー - 中村勇吾
- プロデューサー - 新野安行
- 制作プロダクション - ザフール[6]

## エピソード

### シーズン1
| 回 | 放送日         | タイトル     | 内容 |
| -- | -------------- | ------------ | ---- |
| 1  | 2024年10月25日 | 旅立ち／帰還 |      |
| 2  | 2024年10月25日 | 野望／欲望   |      |
| 3  | 2024年10月25日 | 妹／姉妹     |      |
| 4  | 2024年10月31日 | 裏切り／約束 |      |
| 5  | 2024年10月31日 | 絶望／希望   |      |
| 6  | 2024年10月31日 | 因縁／決戦   |      |